# The Olden Domain
The Olden Domain (1997) is het tweede studioalbum van de Noorse progressieve metalband Borknagar. Het album werd opgenomen in Woodhouse Studios in Duitsland van mei tot juli 1997 door de Poolse producer Waldemar Sorychta. Het is het laatste album met zanger Kristoffer Rygg en het eerste album met bassist Kai Lie.

## Tracklist
Alle nummers geschreven door Øystein G. Brun, behalve 'Om hundrede aar er alting glemt' door Ivar Bjørnson.
1. The Eye of Oden - 6:01
2. The Winterway - 7:52
3. Om hundrede aar er alting glemt - 4:12
4. A Tale of Pagan Tongue - 6:13
5. To Mount and Rove - 4:56
6. Grimland Domain - 6:19
7. Ascension of Our Fathers - 3:54
8. The Dawn of the End - 5:06

## Medewerkers

### Muzikanten
- Kristoffer Rygg - zang
- Øystein G. Brun - gitaar
- Kai Lie - basgitaar
- Ivar Bjørnson - keyboard, synthesizer
- Erik Brødreskift - drums, percussie

### Overige
- Waldemar Sorychta - mixen, productie
- Matthias Klinkmann - opnames, mixen
- Christophe Szpajdel - logo